# Cyclemys dentata
Espèce
Synonymes
- Emys dentata Gray, 1831
- Emys dhor Gray, 1830
- Cyclemys orbiculata Bell 1834
- Cistudo diardii Duméril & Bibron,1835
- Cyclemys ovata Gray, 1863
- Cyclemys bellii Gray, 1863

Statut de conservation UICN

 NT  : Quasi menacé
Statut CITES
Cyclemys dentata  ou Tortue-feuille d'Asie est une espèce de tortues de la famille des Geoemydidae.

## Répartition
Cette espèce se rencontre en Indonésie, en Malaisie, aux Philippines, au Brunei, à Singapour et en Thaïlande.

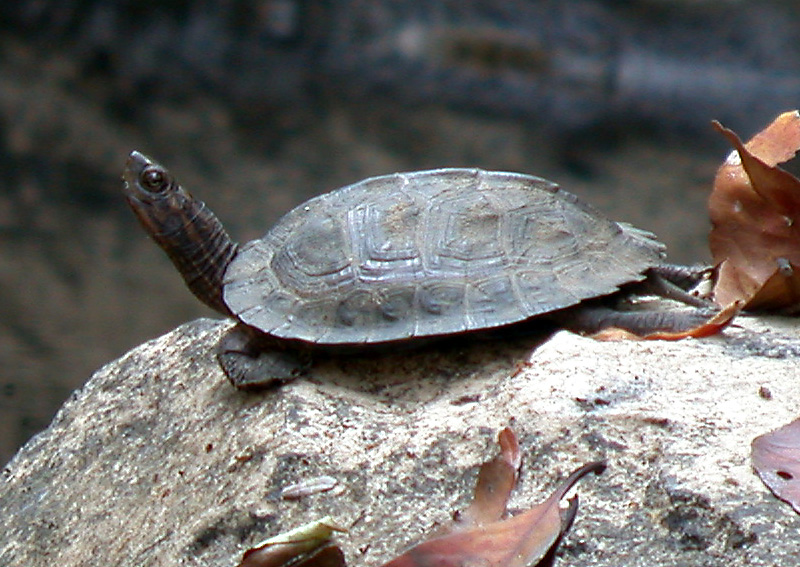
Tortue-feuille d'Asie, Sanctuaire de faune de Khao Soi Dao, Thailande

## Habitat
Elle vit dans les forêts tropicales humides, dans les étangs, dans les mares et dans les cours d'eau lents.

## Description

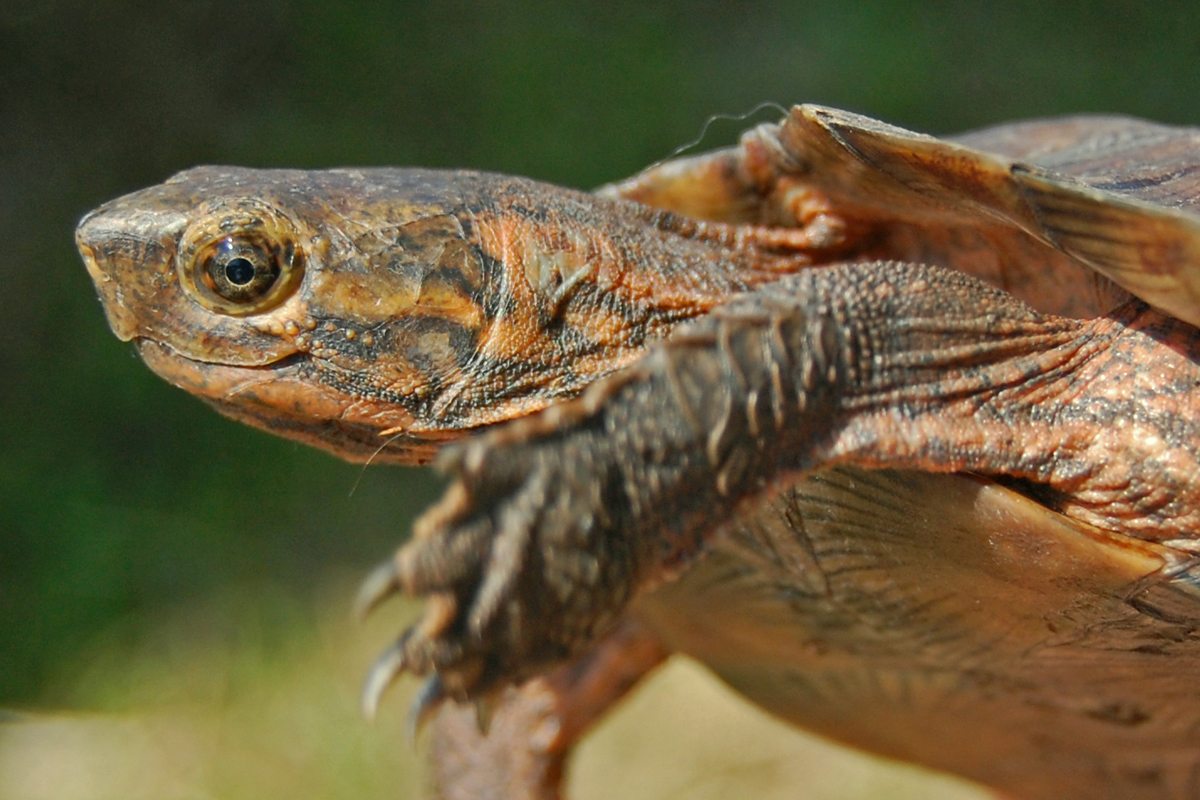
Cyclemys dentata

La tortue-feuille d'Asie est active essentiellement à l'aube et au crépuscule.
Elle mesure jusqu'à 13 cm de long (ou jusqu'à 24 cm selon certaines sources).
Elle a une carapace aplatie , au bord plus ou moins dentelé.  
Sa couleur est marron-rouille, couleur des feuilles mortes qui lui permet de se cacher facilement. 
C'est une tortue carnivore qui mange des invertébrés et des charognes mais elle s'accommode si besoin de végétaux variés (figues...). 
Si elle se sent en danger, elle produit un liquide nauséabond.

## Reproduction
La femelle pond jusqu'à 5 nichées par an. Elle creuse un trou est  y dépose en moyenne 4 œufs. Les bébés tortues naissent avec une carapace pourvue d'épines, sans doute pour les protéger des prédateurs, épines qui disparaissent ensuite.

## Galerie

Parc national de Bako, Malaisie
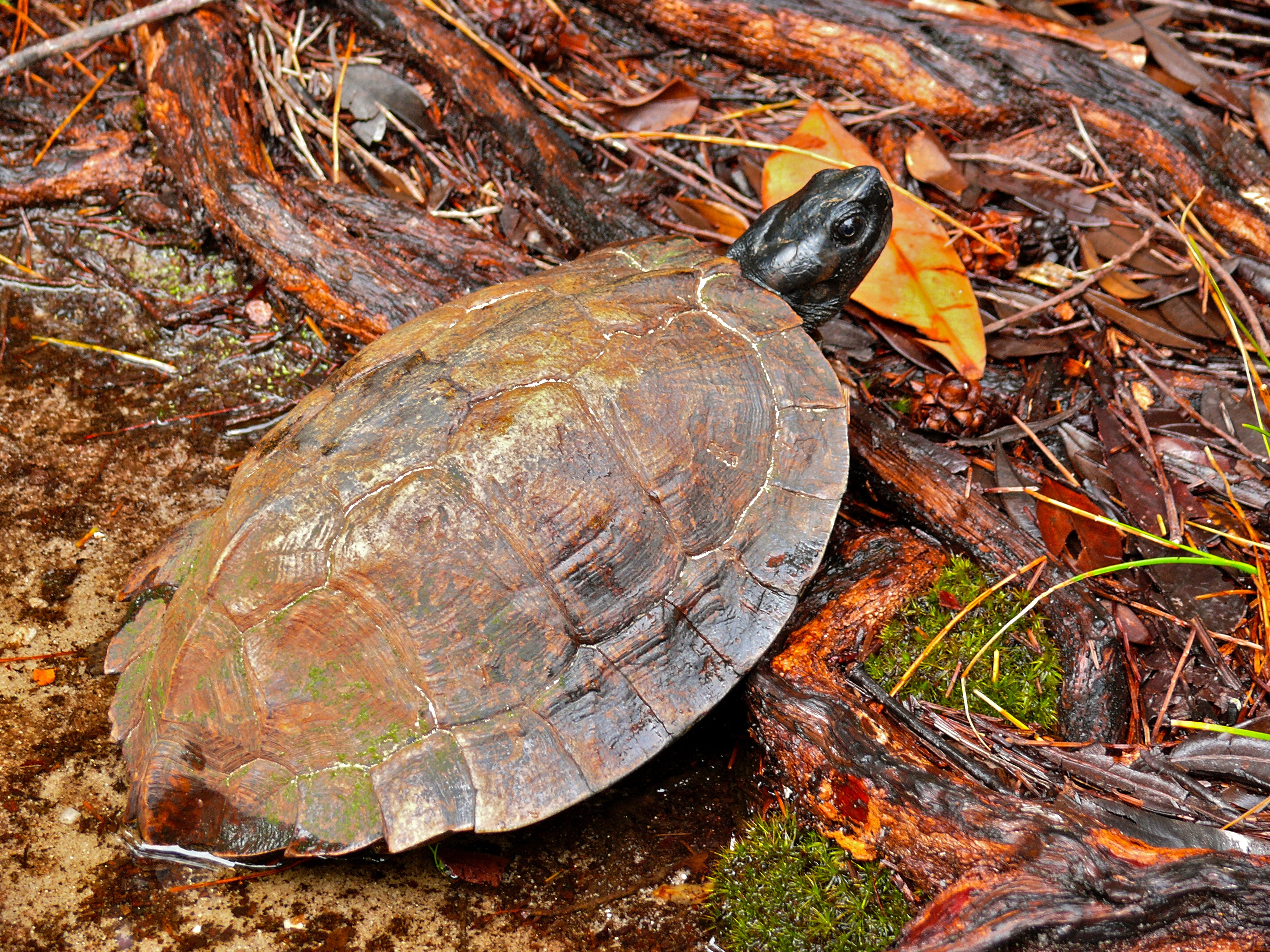
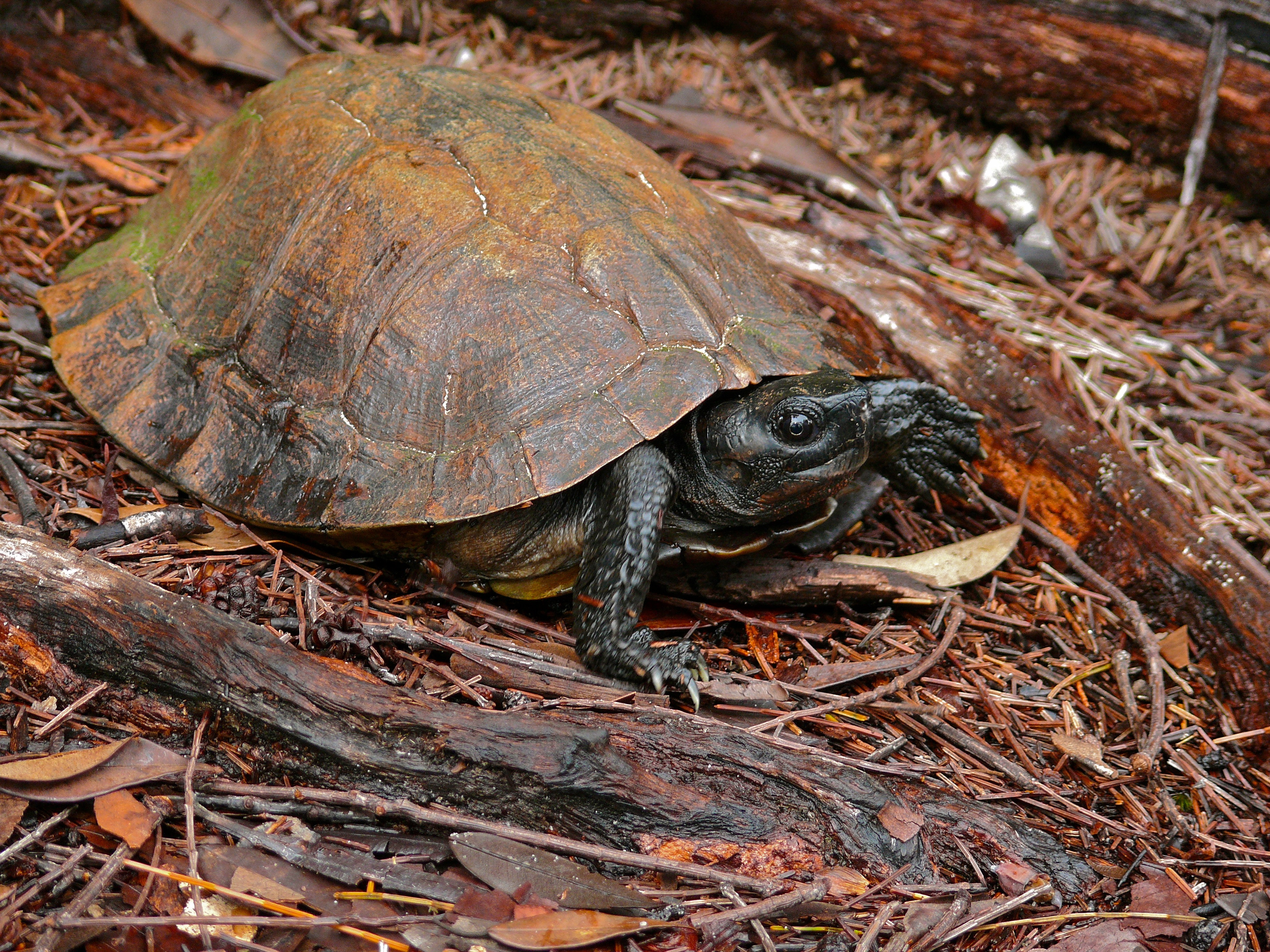
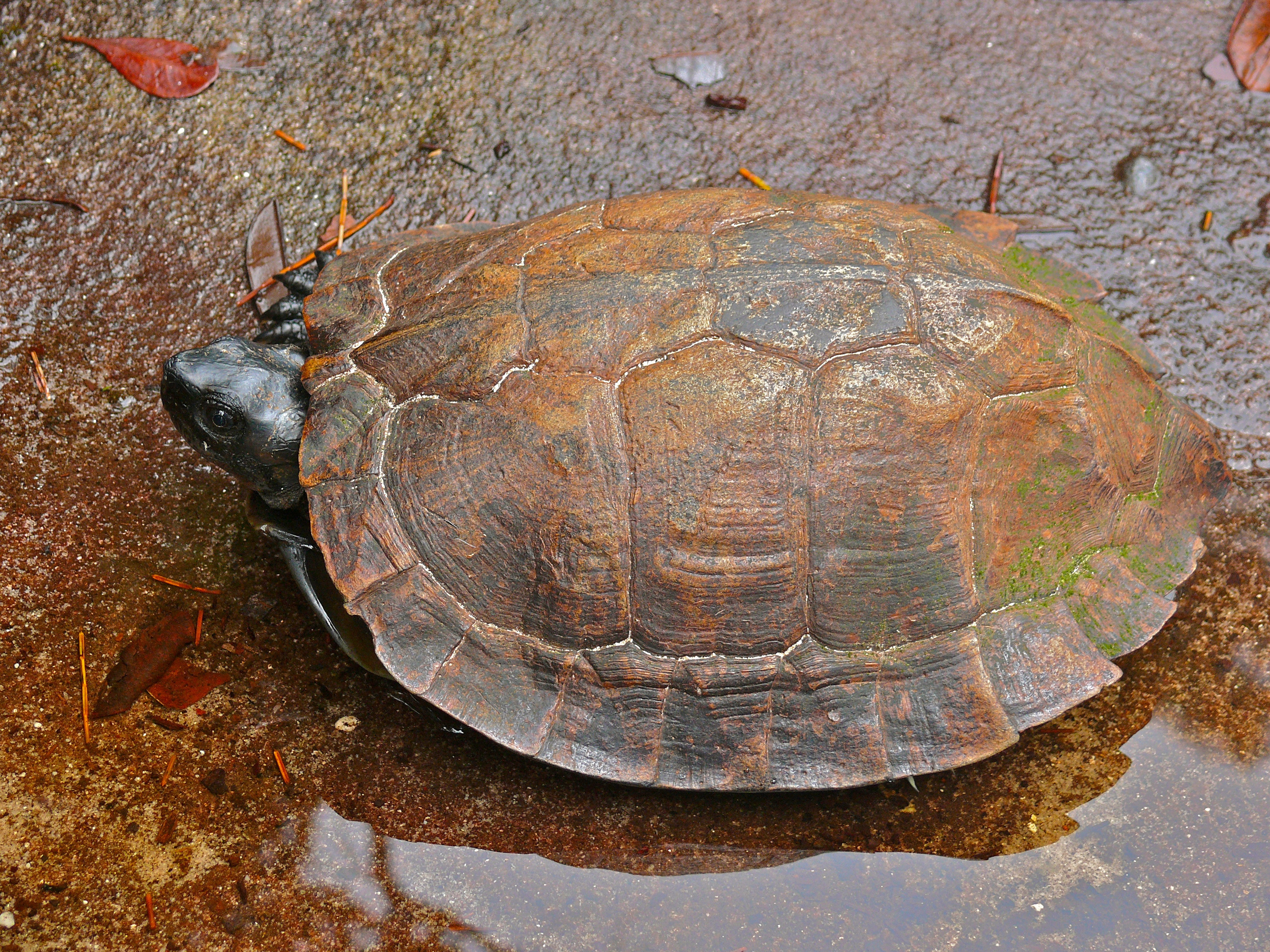

## Publication originale
- Gray, 1831 : Synopsis Reptilium or short descriptions of the species of reptiles. Part I: Cataphracta, tortoises, crocodiles, and enaliosaurians. Treuttel, Wurz & Co., London, p. 1-85 (texte intégral).